# Гедик Ахмед-паша
Гедик Ахмед Паша (? — 1482), турски војсковођа и велики везир. Као јаничар истакао се на бојиштима Албаније и Анадолије, а нарочито као помоћник Махмуд-паше при освајању Караманије. Као велики везир (1472—1473) успешно је одбранио границе од персијског напада. Командујући флотом од 300 бродова, заузео је 1474-1475. године све ђеновљанске поседе на Азовском и Црном мору. На челу флоте од 450 бродова освојио је 6. 8. 1480. године Отранто, опљачкао Апулију, Занте и Левкас. Пао је у немилост и погубљен по наређењу Бајазита II. 